# Agnija Olegowna Ditkowskite

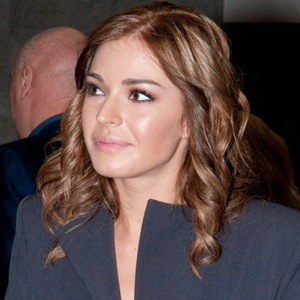
Agnija Olegowna Ditkowskite (2010)

Agnija „Agne“ Olegowna Ditkowskite (russisch Агния Олеговна Дитковските, wissenschaftliche Transliteration Agnija Olegovna Ditkovskite; * 11. Mai 1988 in Vilnius, Litauische SSR, Sowjetunion) ist eine russische Schauspielerin.

## Leben
Agnija Ditkovskytė wurde am 11. Mai 1988 in der litauischen Hauptstadt Vilnius als Tochter der russischen Schauspielerin Tatjana Borissowna Ljutajewa (* 1965) und des russisch-litauischen Musikers und Sängers Olegas Ditkovskis (* 1955) geboren. Sie hat einen jüngeren Bruder. Sie wuchs in Vilnius auf, ehe sie mit ihrer Mutter und ihrem Bruder im Jahr 2004 nach Moskau zog. Sie studierte ein Jahr lang Schauspiel am Gerassimow-Institut für Kinematographie.
Vom 24. August 2012 bis zum 28. Juli 2015 war sie mit dem Schauspieler Alexei Alexandrowitsch Tschadow (* 1981) verheiratet und nahm seinen Nachnamen Tschadow an. Sie hatten sich 2006 während der Dreharbeiten zu Heat kennengelernt.
2006 gab Ditkowskite in Love Signs ihr Filmschauspieldebüt. Im selben Jahr war sie in einer größeren Rolle in Heat zu sehen. 2013 stellte sie in 16 Episoden der Fernsehserie Delo chesti die Rolle der Olga dar. 2014 verkörperte sie die Rolle der Nastussja im Film Fürst der Dämonen. 2017 übernahm sie in Dance to Death die Rolle der Zebra. Wiederkehrende Hauptrollen erhielt sie zwischen 2020 und 2021 in den Fernsehserien Doktor Preobrazhenskiy und The Darkest Hour. 2024 spielte sie in der Fernsehserie Young Guns die Rolle der Ljolja.

## Filmografie (Auswahl)
- 2006: Love Signs (Знаки любви Snaki ljubwi)
- 2006: Heat (Жара Schara)
- 2008: Tycoons-2.Together (Воротилы-2.Быть вместе Worotily-2.Byt wmeste)
- 2009: Rejection (Отторжение Ottorschenie)
- 2009: Hooked (На игре Na igre)
- 2010: Hooked 2: Next Level (На игре 2. Новый уровень Na igre 2. Nowy urowen)
- 2011: Robinzon (Робинзон Robinson) – Miniserie, 4 Episoden
- 2011: Fireheart – Die Prinzessin und der Kämpfer (Тадас Блинда. Начало Tadas Blinda. Natschalo)
- 2012: Happy New Year, Mommies! (С Новым годом, мамы! S Nowym godom, mamy!)
- 2013: A Toy Seller (Продавец игрушек Prodawez igruschek)
- 2013: Delo chesti (Дело чести Delo chesti) – Fernsehserie, 13 Episoden
- 2014: Fürst der Dämonen (Вий Wi)
- 2014: Sex, Coffee, Cigarettes (Sex, кофе, сигареты Sex, kofe, sigarety)
- 2017: Dance to Death (Танцы насмерть Tanzy nasmert)
- 2019: Selfie#Selfie (Селфи#Selfie Selfi#Selfie)
- 2020: Doktor Preobrazhenskiy (Доктор Преображенский Doktor Preobraschenski) – Fernsehserie, 12 Episoden
- 2021: Silver Spoon: The furious One (Мажор. Фильм Maschor. Film)
- 2021: The Darkest Hour (За час до рассвета Sa tschas do rassweta) – Fernsehserie, 16 Episoden
- 2023: Trader (Трейдер Trejder) – Fernsehserie
- 2023: Gardes-Marines 1787: War (Гардемарины 1787. Война Gardemariny 1787. Woina)
- 2024: Young Guns (На автомате Na awtomate) – Fernsehserie, 8 Episoden